# Эль-Чокон
Эль-Чоко́н (исп. El Chocón) — гидроэлектростанция и созданное ей водохранилище на реке Лимай в Аргентине. Построена в 1973—1975 гг у населённого пункта Вилья-Эль-Чокон в департаменте Конфлуэнсия провинции Неукен, примерно в 80 км на юго-восток от слияния Лимай с рекой Неукен и столицы провинции.

## ГЭС
Эль-Чокон — четвёртая ГЭС в каскаде на реке Лимай — правой составляющей реки Рио-Негро. Является крупнейшей ГЭС в Патагонии, имеет мощность 1200 МВт (6 турбин радиально-осевого типа по 200 МВт, вращаются на скорости 88,3 оборотов в минуту. Среднегодовое производство составляет 3350 ГВт*ч.
Дамба сделана из камня, туфа, песка и земли. Имеет высоту 86 м, длину 2500 м и ширину у основания 388 м.
Построена государственной компанией Hidronor (Hidroeléctrica Norpatagónica). Выработка электроэнергии началась в 1973 году, выход на проектную мощность произошёл в 1978 году. В 1993 году электростанция была приватизирована и обслуживается компанией Hidroeléctrica El Chocón S. A. Строительство гидроэлектростанции было отмечено протестом строителей, получившим название Чоконасо.

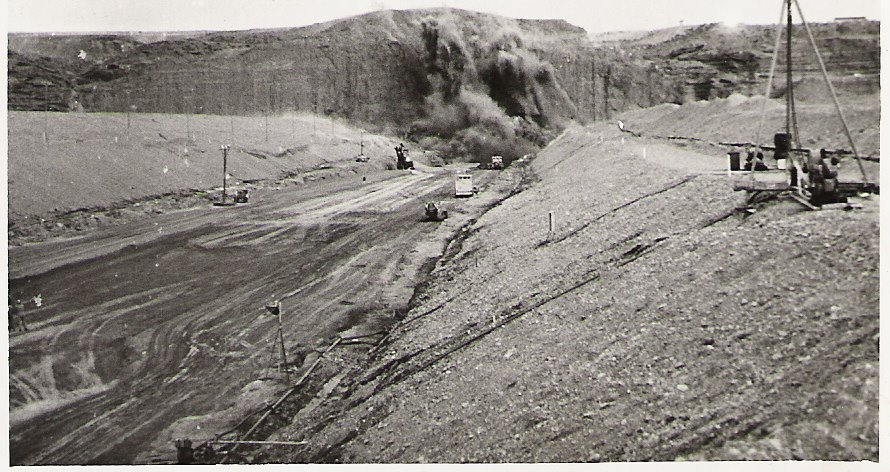
Строительство электростанции
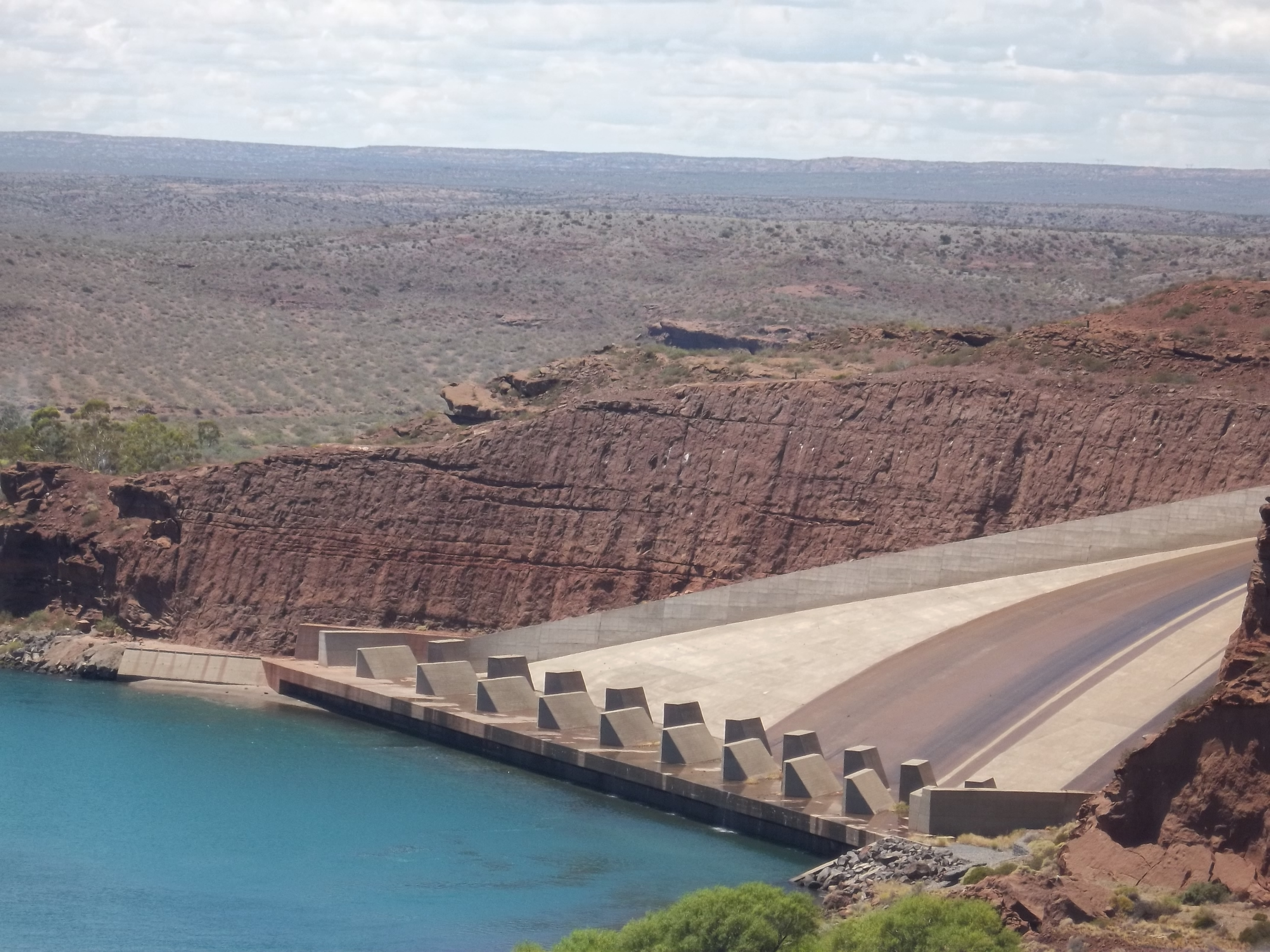
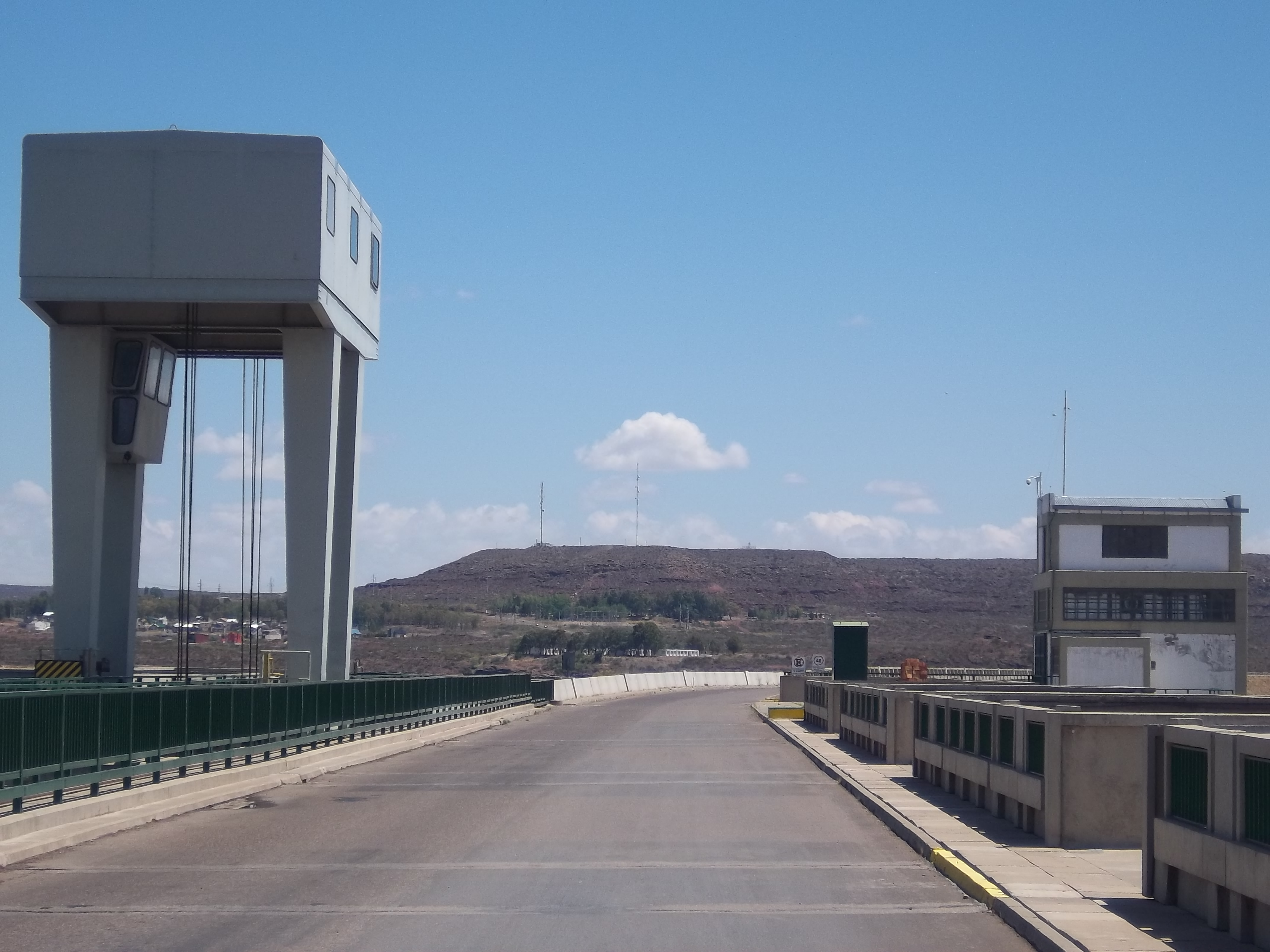
Дорога на плотине и дамбе

## Водохранилище
Формально водохранилище носит имя Эсекьель-Рамос-Мехия (исп. Embalse Ezequiel Ramos Mejía), но обычно называется по имени ГЭС. Является самым крупным по площади в стране — 825 км², объём 20,2 км³ (мёртвый объём — 17,8 км³), находится как в провинции Неукен, так и в провинции Рио-Негро. Имеет длину 68 км, ширину 20 км, максимальную глубину — 64 м, расположено на высоте 381 над уровнем море. Используется для ирригации (орошается 500 тыс. га земель) и борьбы с наводнениями путём регулирования стока.
Площадь водосборного бассейна — 20 400 км².

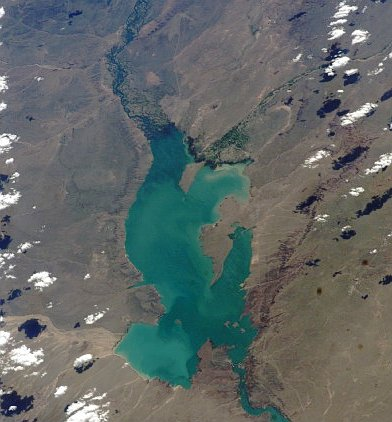
Спутниковый снимок водохранилища
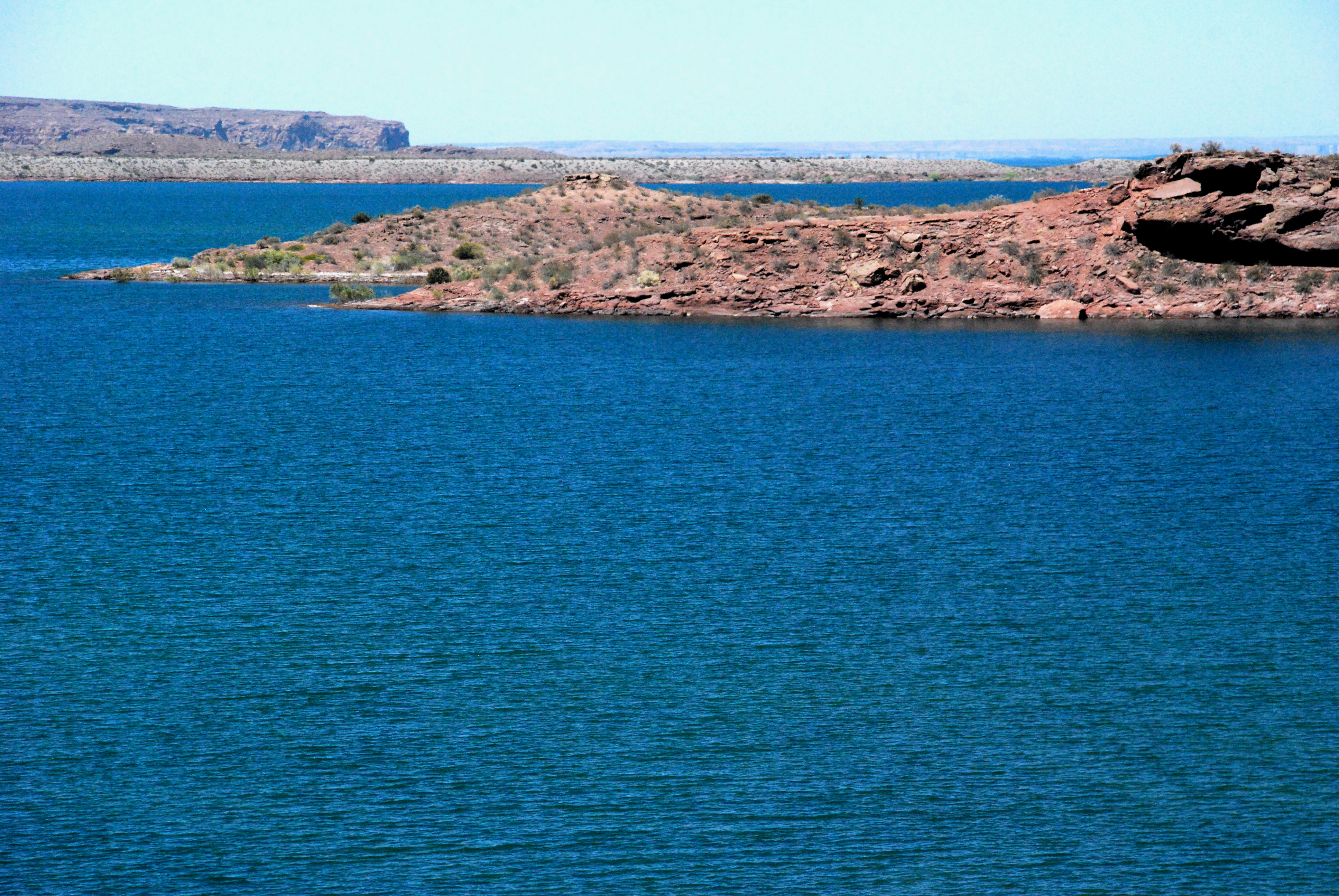
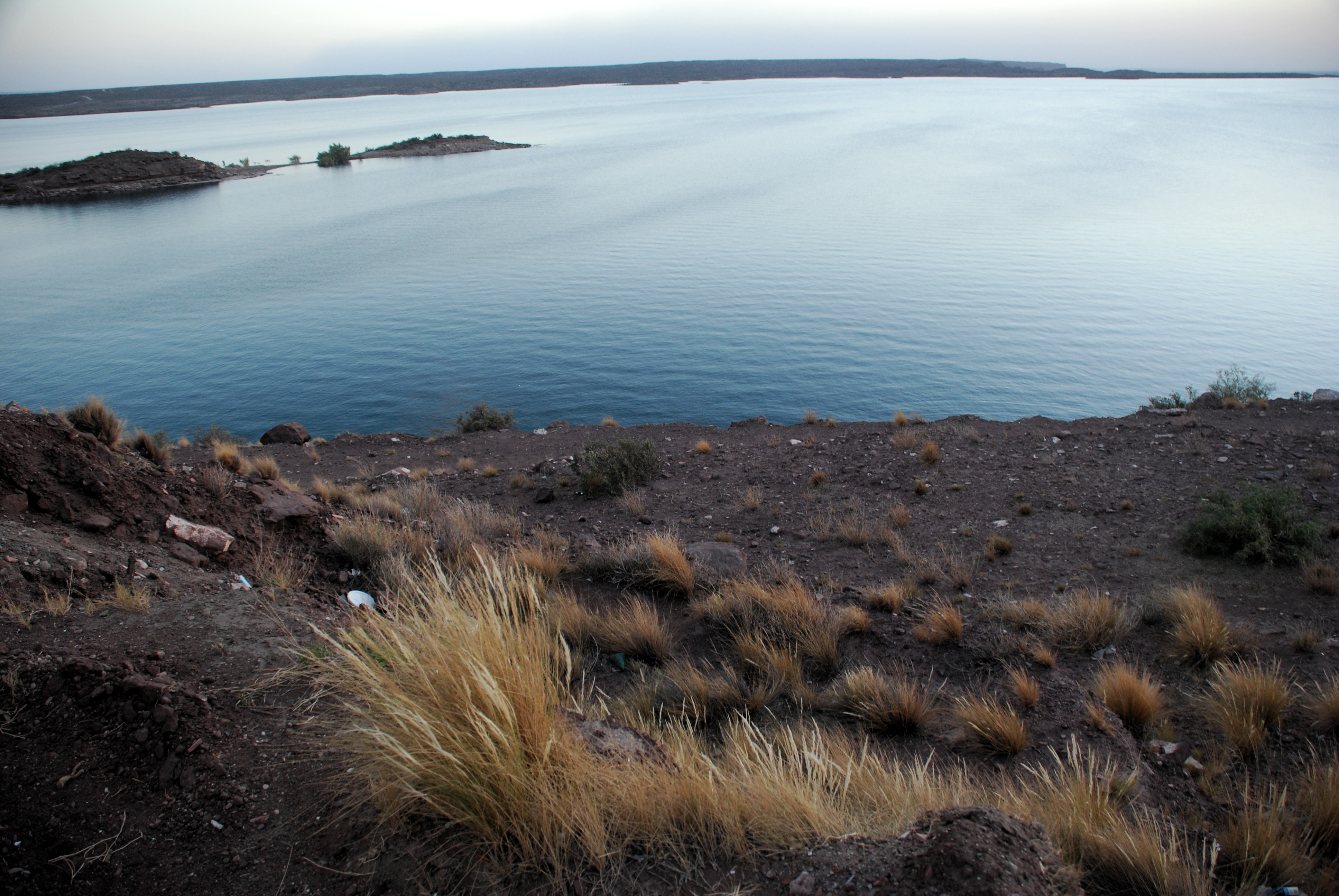
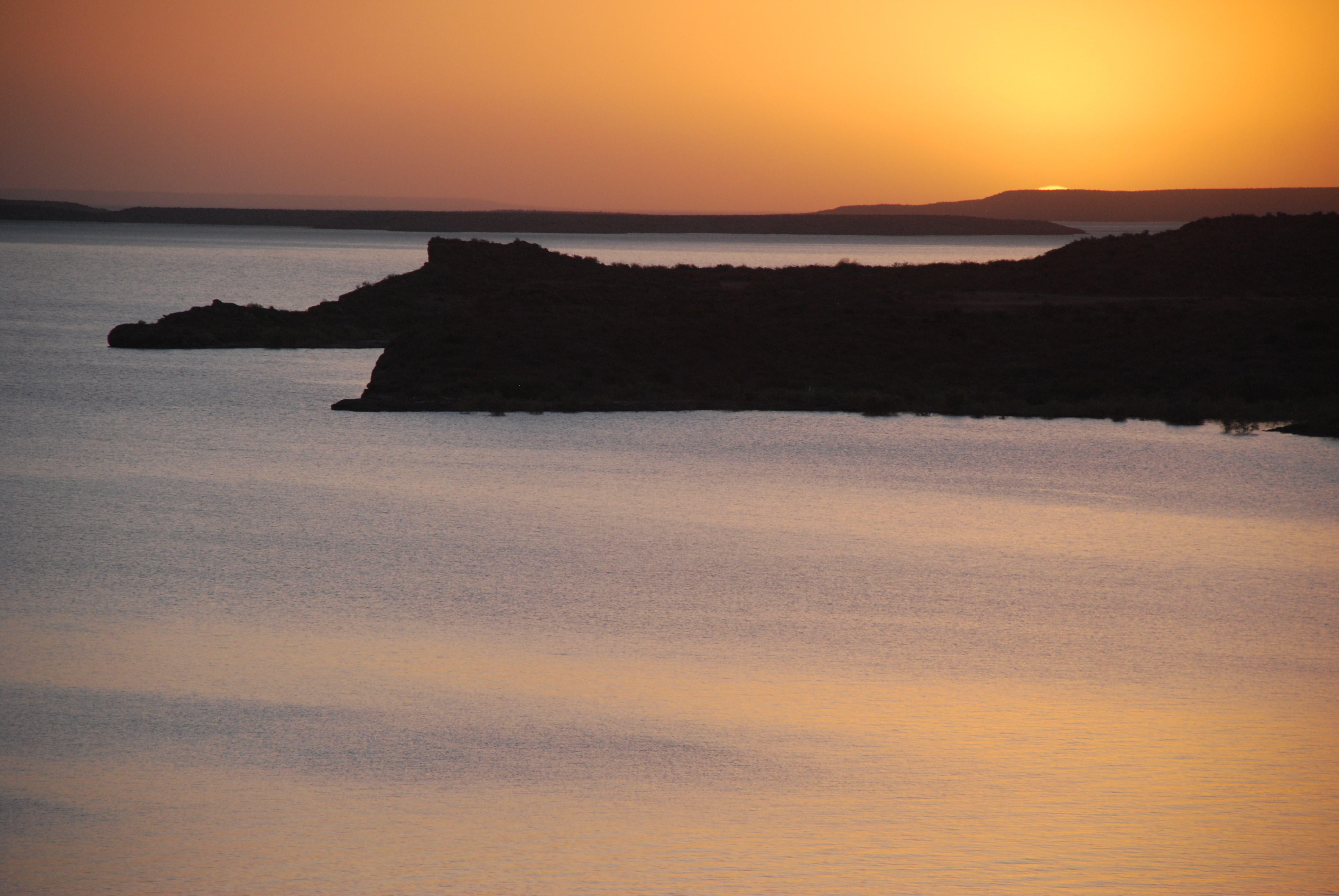